# Sensory Sweep Studios
Sensory Sweep Studios era un desarrolladora de videojuegos estadounidense. El estudio estaba ubicado en Salt Lake City, Utah.

## Historia
Fundada en 2003 por Dave Rushton y ex empleados de Saffire, Sensory Sweep fue inicialmente un estudio de portátiles, que desarrollaba juegos para Game Boy Advance, Nintendo DS y PSP. Más tarde, Sensory Sweep agregó títulos de consola a su currículum, lanzando juegos para la PC, Wii, PlayStation 2 y Xbox 360.
Sensory Sweep lanzó varias franquicias notables, incluyendo Justice League Heroes, Marvel Nemesis: Rise of the Imperfects, Tiger Woods PGA Tour 2005, Foster's Home for Imaginary Friends: Imagination Invaders, Alvin and the Chipmunks y Jackass: The Game. Además, el lanzamiento de Sensory Sweep de Street Fighter II: Hyper Fighting era, en el momento de su lanzamiento, el más vendido Xbox Live Arcade.

### Problemas legales
El 14 de enero de 2009, Sensory Sweep y Dave Rushton, fundador y presidente de Sensory Sweep) fueron nombrados coacusados en una demanda por reclamo salarial presentado en el Tribunal de Distrito de Utah por el Departamento de Trabajo de los Estados Unidos. La presentación afirmaba que se les adeuda a los empleados más de $2 millones en salarios en una violación de la Ley de Normas Laborales Justas. La demanda se resolvió en octubre de 2012 cuando Rushton fue encarcelado durante 12 meses y se le ordenó pagar 1,2 millones de dólares. Fue el primer proceso penal por impago de salarios en Utah.
El 15 de diciembre de 2010, Rushton se declaró culpable de un cargo de delito grave de tercer grado por no pagar impuestos y un cargo de delito grave de segundo grado por participar en un patrón de actividad ilegal. Fue sentenciado a seis meses de cárcel por fraude fiscal y extorsión, y se le ordenó pagar $516,816 en restitución. También recibió 72 meses de libertad condicional durante los cuales tiene prohibido manejar dinero para otras personas.

## Videojuegos
- Sentient - cancelado (Xbox 360)
- Knock 'Em Downs: World's Fair - 2010 (NDS; published by Bayer HealthCare as part of the Didgit glucose meter system)
- The Tale of Despereaux - 2008 (NDS, PS2, Wii, PC)
- My Japanese Coach - 2008 (NDS)
- My Chinese Coach - 2008 (NDS)
- Major League Eating: The Game - 2008 (WiiWare)
- Jackass: The Game - 2008 (NDS)
- Alvin and the Chipmunks - 2007 (NDS, PS2, Wii, PC)
- My Spanish Coach - 2007 (NDS, PSP)
- My French Coach - 2007 (NDS)
- Foster's Home for Imaginary Friends: Imagination Invaders - 2007 (NDS)
- SnoCross 2: Featuring Blair Morgan - 2007 (PS2)
- Capcom Puzzle World - 2007 (PSP)
- Justice League Heroes - 2006 (NDS)
- Tom and Jerry Tales - 2006 (NDS, GBA)
- Capcom Classics Mini Mix - 2006 (GBA)
- Street Fighter II: Hyper Fighting - 2006 (Xbox 360)
- Hi Hi Puffy AmiYumi: The Genie and the Amp - 2006 (NDS)
- Monopoly/Boggle/Yahtzee/Battleship - 2005 (NDS)
- Need For Speed: Most Wanted - 2005 (NDS)
- Marvel Nemesis: Rise of the Imperfects - 2005 (NDS)
- World Championship Poker: Deluxe Series - 2005 (NDS)
- Crash Tag Team Racing - 2005 (cancelado) (NDS)
- Tiger Woods PGA Tour 2005 - 2004 (NDS)
- Yu Yu Hakusho: Tournament Tactics - 2004 (GBA)
- Yu Yu Hakusho: Spirit Detective - 2003 (GBA)